# Brechung (Sprache)
Die Brechung (auch a-Umlaut genannt) bezeichnet in der Historischen Linguistik verschiedene assimilatorische Vokalveränderungen.
In der althochdeutschen Philologie versteht man darunter den a-Umlaut, also die Senkung eines Vokals vor einem /a/ in der Folgesilbe. In diesem Zusammenhang wurde der Begriff von Jacob Grimm eingeführt. Andere Umlaute sind der für alle germanischen Sprachen typische i-Umlaut und der besonders im Skandinavischen vorkommende u-Umlaut.
Auf die Linguistik allgemein bezogen bedeutet „Brechung“ die Spaltung eines einfachen Lauts (Monophthongs) in einen Zwielaut (Diphthong). In diesem Sinne wendet man den Begriff in der altenglischen und der altnordischen Philologie an.

## Im Alt- und Mittelhochdeutschen sowie Gotischen
In der althochdeutschen Philologie versteht man unter Brechung die Senkung von germanisch /i/, /u/ und /eu/ zu althochdeutschem /e/, /o/ und /eo, io, ie/, wenn die folgende Silbe ein /a/, /e/ oder /o/ enthielt und kein Nasal (/n/ bzw. /m/) dazwischen stand. Es ist umstritten, ob die Brechung ein urgermanisches Phänomen war.
Die Wandlung von /i/ zu /e/ war jedoch relativ selten und ist durch spätere Ausgleichsentwicklungen teilweise zurückgenommen worden, so dass es zu Doppelformen wie schirmen und schermen kommen konnte. Dennoch gibt es auch heute noch Wörter im Deutschen, an denen diese Senkung zu beobachten ist, zum Beispiel an leben (englisch live), Leber (englisch liver) oder aber lecken (vgl.  englisch lick, lateinisch lingere).
Die Alternanz /u/ – /o/ betraf besonders die Konjugation der starken Verben im Mittelhochdeutschen, vor allem die Ablautreihen II, IIIb und IV, und erklärt den Wechsel des Stammvokals im Präteritum Plural und dem Partizip Präteritum. So lautete die Präteritalform von wir helfen im Voralthochdeutschen hulfum mit einem /u/ in der Endungssilbe, sodass das /u/ der Stammsilbe in althochdeutsch wir hulfum und mittelhochdeutsch wir hulfen erhalten blieb. Die Endung des Partizips wies jedoch ein /a/ auf, so dass im Althochdeutschen die Brechung auftrat: giholfan, was mittel- und neuhochdeutschen als geholfen fortlebt. Als weitere Beispiele sind zu nennen: wir zugen – gezogen (‚ziehen‘: wir zogen – gezogen) und suln – solte (sollen – sollte). 
Dieser Wandel erfasste aber auch andere Wortarten, zum Beispiel das Substantiv Wolf (germanisch *wulfaz). Das Nebeneinander von loben – Gelübde, voll – füllen und Gold – gülden ist durch die Kombination von Brechung, unterbliebener Brechung und Umlautung zu erklären: Im Althochdeutschen wurde /u/ nicht zu /o/ „gebrochen“, wenn in der Folgesilbe ein /i/ oder /j/ vorlag. Im Mittelhochdeutschen wurden diese /u/ dann zu /ü/ umgelautet. Unverändert geblieben sind dagegen gebunden und Brunnen, da in diesen Fällen dem /u/ ein Nasal folgt.
Die Vokalveränderung germanisch /eu/ zu althochdeutsch /eo, io, ie/ ist dagegen etwas komplexer, hier wurde /eu/ nur vor /a/, /e/ und /o/ ohne dazwischen liegenden Nasal oder /w/ zu /eo, io, ie/ gesenkt. Im Mittelhochdeutschen entstand daraus /ie/. Hierbei handelt es sich dann um eine Brechung. Dagegen bewirkten /i/, /j/, /u/ oder /w/ in der Folgesilbe eine Hebung des /eu/ zu /iu/.
Das durch Brechung entstandene /ie/ fiel jedoch in mittelhochdeutscher Zeit mit demjenigen zusammen, das aus dem germanischen /e/ herrührte (althochdeutsche Diphthongierung), die zum Beispiel noch an folgender Etymologie zu erkennen ist: lateinisch brevis bzw. breve, woraus das althochdeutsche briaf, neuhochdeutsch Brief, und das niederdeutsche Breef entstanden sind; Letzteres weist noch den alten Vokalstand auf. Ein Beispiel für diese Brechung ist unter anderem si ziehent ('sie ziehen'), das mit dem erhöhten er ziuhit (er zieht) alterniert. Auch hier haben in späterer Zeit Ausgleichsprozesse stattgefunden.
Im Gotischen betrifft sie die Senkung von /i/ und /u/ zu /e/ beziehungsweise /o/, wenn diesen ein /r/ oder /h/ folgte.

## Im Altnordischen und Altenglischen
Im Altnordischen ist unter Brechung die Diphthongierung von /e/ zu /ia/ und /io/ vor /a/ bzw. /u/ gemeint, wenn in der nachfolgenden Silbe /a/ oder /u/ auftraten. Derart erklärt sich beispielsweise neuschwedisch stjäla (< germ. *stelan-) gegenüber deutsch stehlen und björn (< germ. *bernu-), das mit deutsch Bär (< germ. *berōn) wurzelverwandt ist.
Auch im Altenglischen gab es eine Brechung: /e/ und /i/ wurden zu /ia/ beziehungsweise /io/ vor /a/ oder /u/ in der Folgesilbe diphthongiert und /a/ veränderte sich vor /r/, /l/, /h/ + Konsonant bzw. einem einzelnen /h/ zu /ea/. Diese Brechungen spiegeln sich bis heute in der englischen Rechtschreibung wider, vgl. etwa neuenglisch bear ‚tragen‘ (< germ. *beran-), steal ‚stehlen‘ (< germ. *stelan-), obwohl der betreffende Vokal seit mittelenglischer Zeit monophthongisch ausgesprochen wird.